# Ketty Guttmann
Ketty Guttmann, geborene Katharina Mathilde Margarethe Ekey, (29. April 1883 in Hungen – 25. September 1967 in Wermelskirchen) war eine deutsche linke Publizistin, Politikerin und Aktivistin für die Rechte der Prostituierten.

## Leben
Ketty Guttmann wurde am 29. April 1883 in Hungen als siebentes Kind des Buchdruckers und Verlegers Bernhard Ekey und seiner Ehefrau Katharina, geb. Gräber, geboren. Von 1880 bis 1883 gab Bernhard Ekey in Hungen und Inheiden die Wetterauer Nachrichten heraus. Ketty Ekey schloss sich 1904 in Hamburg der SPD an. Zu Beginn des Jahres 1906 hielt sie sich in Polen auf, leitete kurzzeitig eine Arbeiterbildungsstelle in Łódź und wurde Mitglied der Sozialdemokratie des Königreichs Polen und Litauens. Nach der Rückkehr nach Deutschland heiratete sie am 13. Dezember 1906 in Berlin den am 20. Februar 1875 in Hagen geborenen Buchhalter Felix Hermann Guttmann, am 25. September 1907 wurde in Łódź der Sohn Max geboren. 1910 kehrt die Familie nach Hamburg zurück, die Eheleute waren in der SPD aktiv, ehe sich Ketty Guttmann 1914 entschloss, die Partei wegen der Bewilligung der Kriegskredite zu verlassen. Sie trat während der Novemberrevolution 1918 der USPD bei. Am 28. November 1918 verstarb Felix Guttmann in Altona. Ketty Guttmann trat bald darauf der KPD bei.
Im Januar 1920 rief Ketty Guttmann zusammen mit Ehrenfried Wagner (* 7. Januar 1889; † 19. Oktober 1955), seinerzeit leitender Redakteur der Hamburger Volkszeitung, im Zuge sexualreformerischer Bestrebungen eine Interessenvertretung der Prostituierten ins Leben, als Publikationsorgan wurde Der Pranger – Organ der Hamburg Altonaer Kontrollmädchen gegründet, für das u. a. auch die Schauspielerin und Schriftstellerin Johanna „Hanka“ Grothendieck (* 21. August 1900; † 16. Dezember 1957) tätig war.
Zu den sozialpolitischen Anliegen der Initiative gehörte es,

„die wirtschaftliche und soziale Not der in diesem 'Beruf' stehenden Personen zu mildern gegen die Schikanen der Polizeiorgane und die Ausbeutung der Bordellwirte. Man stellte verschiedene Forderungen auf, wie Tarife für das Logis bei ganzer und halber Miete, Beseitigung des Bierzwanges und der Türanzeige, Aufhebung des Verbots zum Theaterbesuch und des Betretens gewisser Straßen, bessere Behandlung in Krankenhäusern, u.v.m.“

Ketty Guttmann skizzierte die Ausgangslage:

„Revolution brachte völlige Freiheit des Menschen. Fortschritt zerbrach die Ketten der Knechtschaft. Republik machte Sozialdemokraten zu Regenten, die weit das Maul aufrissen und schrien von Demokratie und segensreichem Parlamentarismus. [...] Kontrollmädchen spüren nichts davon. Sie sind Sklaven des Mannes, wie alle Frauen, trotz Wahlrecht und Emanzipation. Das Gesetz macht aus Ehefrauen Ware, tote Dinge, Eigentum des Mannes, Relative. Die Gewohnheit lässt unsere Ehefrauen das Niedrige ihrer Stellung nicht merken.“

Bereits am 20. Februar 1920 wurde „Der Pranger“ erstmals verboten. Das Hamburger Echo der SPD kommentierte: „Dieses Blatt 'Der Pranger' aber, hat in geradezu skandalöser Weise die betont schmutzigsten Dinge ins Volk getragen, hat bewusst auf die niedrigsten Triebe eingewirkt. [...] Das Verbot ist ohne weiteres gerechtfertigt, mit menschlich erstrebenswerten Zielen, mit sozialistisch-kommunistischer Gesinnung hat, was in diesem Dreckfetzen stand, nichts gemein.“ Am 15. Dezember 1920 beschäftigte sich daraufhin die Hamburger Bürgerschaft auf ihrer 61. Sitzung mit einer Anfrage der Deutschnationalen Volkspartei (DNVP), ob die Polizeibehörde bereit sei, „im Interesse unserer sittlich gefährdeten Jugend das Feilhalten und den öffentlichen Verkauf der Zeitschriften 'Pranger', 'Sonne' und 'Freundschaft' zu verbieten?“
Auch Lenin nahm auf die Aktivitäten Ketty Guttmanns in seinen Gesprächen mit Clara Zetkin Bezug:

„Mir wurde erzählt, daß eine begabte Kommunistin in Hamburg eine Zeitung für die Prostituierten herausgibt und diese für den revolutionären Kampf organisieren will. Rosa [gemeint ist Rosa Luxemburg] hat als Kommunistin menschlich gefühlt und gehandelt, als sie sich in einem Artikel der Prostituierten annahm, die irgendein Vergehen gegen die Polizeivorschriften über die Ausübung ihres traurigen Gewerbes ins Gefängnis gebracht hat. Sie sind bedauernswerte doppelte Opfer der bürgerlichen Gesellschaft: erst ihrer verfluchten Eigentumsordnung und dann noch ihrer verfluchten moralischen Heuchelei. Das ist klar. Nur ein roher und kurzsichtiger Mensch kann das vergessen. Aber es ist doch etwas ganz anderes, das zu begreifen, als die Prostituierten - wie soll ich sagen - als eine besondere zukünftige revolutionäre Kampftruppe zu organisieren und eine Gewerbezeitung für sie herauszugeben.“

„Der Pranger“ erschien, ab 3. Jg. 1921 herausgegeben von Agnes Harke und K. D. Tassilobrunn (d. i. Karl Dopf), noch bis 1924. Hermann Knüfken kommentierte das Ende: „Als die Verhältnisse im nachrevolutionären Deutschland sich im bürgerlich-moralischen Sinne normalisierten, ging die Organisation der Kontrollmädchen zum Teufel. Die Zeitung wurde verboten, und die ganze Sache endete mit einem großen Krach. Die Kommunisten mußten natürlich, auf höheren Befehl auch mit Entrüstung, Abstand von der Organisation nehmen.“
Am 8. Dezember 1920 nahm Ketty Guttmann an der 1. Frauenreichskonferenz der Vereinigten Kommunistischen Partei Deutschlands (VKPD) in Berlin teil und trat mit einem Redebeitrag über die Agitation in Konsumgenossenschaften und unter Landarbeiterinnen in Erscheinung.
Bei den Wahlen zur Hamburger Bürgerschaft am 20. Februar 1921 errang die VKPD 18 Sitze, die auf Platz 6 des Ersten Wahlkreises platzierte Ketty Guttmann konnte zusammen mit Wilhelm Herzog, Rudolf Lindau, Ernst Thälmann, Ehrenfried Wagner u. a. in das Stadtparlament einziehen.
Im Verlauf der so genannten Märzaktion kam es in Hamburg am 23. März 1921 zur Besetzung der Werften Blohm & Voss und Vulkan. Ketty Guttmann rief dabei auf einer Belegschaftsversammlung bei Vulkan aus: „Die ganze Welt sieht auf Hamburg! Wenn Hamburg brennt, brennt die Welt! Ihr seid die Herren der Welt, wenn ihr nur wollt ... Wer die Waffen hat, hat die Macht, und wer hat die Waffen? Die Sicherheitsmannschaften! Wenn sie euch entgegentreten, nehmt ihnen die Waffen weg, dann habt ihr die Macht.“ Bei den Protestaktionen kamen mindestens 20 Menschen ums Leben. Guttmann wurde steckbrieflich gesucht und am 26. März verhaftet. „Auf Verfügung der Polizeibehörde wurden am Sonnabend in Hamburg die kommunistischen Agitatoren Rudolf Lindau und Ketty Guttmann, Herausgeberin des 'Pranger', des Organs der Bordellmädchen, verhaftet.“ Auf der 21. Sitzung der Hamburger Bürgerschaft am 6. April 1921 gelang es Ketty Guttmann trotz eines fünfstündigen Redebeitrages (!) nicht zu verhindern, dass über die Aufhebung der Immunität einzelner, an der Märzaktion beteiligter Abgeordneter ein Beschluss gefasst wurde. Einem Antrag des Geschäftsordnungs-Ausschusses der Bürgerschaft zur Genehmigung der Strafverfolgung von Ketty Guttmann wurde später nicht entsprochen, da die ihr „zur Last gelegten Straftaten nicht ausreichten, um die Immunität aufzuheben.“ Auf der 24. Sitzung vom 27. April wurde daher die Beibehaltung ihrer Immunität beschlossen. Eine Nachprüfung durch den Geschäftsordnung-Ausschuss führte später allerdings zum Beschluss, die Immunität aufzuheben. Am 8. August 1921 legte Guttmann ihr Parlamentsmandat nieder. Bereits am 20. Juni 1921 nahm sie in Berlin an einer gewaltsam verlaufenden Demonstration von Arbeitslosen zum Gewerkschaftshaus am Engelufer teil, rief zu dessen Besetzung auf und wurde – zusammen mit Leo Fichtmann – von der Versammlung in eine Kommission gewählt, die die Gespräche mit dem Allgemeinen Deutschen Gewerkschaftsbund führen sollte.
Im Spätherbst 1921 wurde sie – nach eigenen Angaben gegen ihren Willen – von der Zentrale der KPD nach Wien beordert und nahm – in Deutschland inzwischen steckbrieflich gesucht – aktiv am 1. Dezember an einer Massendemonstration gegen die galoppierende Inflation teil, bei der es zu Plünderungen und weiteren Ausschreitungen kam. Im Januar 1922 gelangte sie über Berlin nach Moskau. Auf dem 4. Weltkongreß der Komintern, der vom 5. November bis 5. Dezember 1922 in Petrograd und Moskau stattfand, vertrat Guttmann als Delegierte mit beratender Stimme den Internationalen Frauen-Verband. Zusammen mit Gertrud Alexander, Hertha Sturm, Lisa Ulrich und Clara Zetkin gehörte sie dem ab 1923 der Kommunistischen Internationale unterstehenden Internationalen Frauensekretariat mit Sitz in Moskau an. Auch aufgrund ihrer Erfahrungen in Russland (u. a. besuchte sie auch einen Industriekomplex in Tula) geriet Guttmann zunehmend in Widerspruch zur Politik der Bolschewiki, ihren Protagonisten in der Komintern, deren Anhängern in der KPD und thematisierte ihre Kritik nach ihrer Rückkehr nach Deutschland auch öffentlich. Im Juli 1924 wurde sie wegen parteischädigenden Verhaltens aus der KPD ausgeschlossen.
In ihrer 1924 von der Hamburger Ortsgruppe der rätekommunistischen AAUE (Zwickauer Richtung), der sie sich 1925 anschloss, veröffentlichten Schrift „Los von Moskau!“ schilderte sie ihre Auffassung im Detail. Sie charakterisierte die „Neue Ökonomische Politik“ in Russland als konterrevolutionär, beschrieb das umfassende Erlahmen des revolutionären Elans im Land sowie die zunehmende Korrumpierung gesellschaftlicher Kreise durch die Partei. Die KPD wie die anderen kommunistischen Parteien beschrieb sie als Moskauer Gebilde ohne nennenswerten Einfluss und plädierte für die Zerschlagung der Komintern. Als Alternative und proletarisches Ideal propagierte sie ein staatenloses Rätesystem.
Sie rief die vorahnende Kritik Rosa Luxemburgs an der Diktatur der Bolschewiki in Erinnerung, die ihnen

„aus dem Gefängnis heraus das Horoskop stellte, dass ihr Stern wie der jeder bürgerlichen oder antiken Diktatoren im Blut der zwecklosen Gewalttat, im Schmutz der Servilität und im Sumpf der Gleichgültigkeit der großen Masse untergehen müsse.“ (...) „Das deutsche revolutionäre Proletariat verneint in fanatischem Grimm alle Partei und alle organisatorische Verpflichtung.“ (...) „Was in Deutschland im Proletariat nicht organisationsscheu ist, das ist nicht revolutionär, sondern dogmenfromm und betet - begeistert Rosenkränze mit 21 Perlen.“ (...) „Das deutsche Proletariat hat eine uralte Willensbrechung erlitten. Es wurde durch den logischsten Militarismus der Welt gedrillt; es erhielt seinen Drill für revolutionäre Parademärsche in Treptow und Unter den Linden durch die Sozialdemokratie. Nun nutzt diesen geistigen Defekt auch noch der Moskauer Drill aus. Eins aber ist vor dem letzten Kadavergehorsam vor Moskau bemerkenswert. Jetzt macht das deutsche Proletariat nicht mehr die Kommandos mit, sondern es markiert bloss.“ (...) „Wenn aus der politischen 'passiven Resistenz' gegen Moskau erst eine offene Meuterei gegen alle vorwitzige Bevormundung wird, dann haben wir den ersten Schritt zur proletarischen Revolution gemacht.“ (...) „Der moskauisch befohlene bewaffnete Aufstand in Deutschland ist eine Ruchlosigkeit russischer Aussenpolitik. Der aus den Kämpfen erwachsene bewaffnete Aufstand des Proletariats in Deutschland ist niemals in Moskau verstanden worden.“ (…) „Wir müssen unsere eigene Revolution machen und dazu vor allem uns von der uns aufgedrungenen bolschewistischen Theorie befreien.“ (…) „Die fortgesetzte Methode der russischen 'Finanzierung der Revolution' ist nachgerade förmlich zum tödlichen Gift für die proletarische Revolution in allen Ländern geworden, wo diese dümmste und korrumpierendste aller Bestechungen geübt worden ist.“

Von der AAUE organisierte Veranstaltungen mit Ketty Guttmann als Referentin, bei denen sie „Los von Moskau!“ vorstellte – so am 30. August 1924 in Hamburg (bei der Etkar André und Heinrich Vogeler für die KPD in Erscheinung traten), am 1. September in Altona und am 2. September in Wilhelmsburg, der Föderalistischen Arbeiter-Union am 19. September (zusammen mit August Merges) in Hannover (Josef Miller und Robert Neddermeyer traten für die KPD auf), im Oktober in Spandau und in Reichenbach im Vogtland – waren das Ziel aggressiver Störversuche der KPD, bei denen Guttmann selbst z. T. auch körperlich attackiert wurde. Parallel dazu unternahm die kommunistische Parteipresse intensive Anstrengungen, Guttmann als Renegatin zu diffamieren.
1925 ließ sich Ketty Guttmann in Summt in Brandenburg nieder. Sie nahm Kontakt zu dem auch in Deutschland einflussreichen österreichischen Anarchisten Pierre Ramus auf – seit 1919 Herausgeber der Zeitschrift Erkenntnis und Befreiung – und bot ihm verschiedene Schriften, u. a. eine Broschüre „Frauenfragen in Sowjetrußland“, eine Novellenreihe, einen Roman und später das Exposé „Materialien zur Arbeit: 'Bela-Kunismus'“ zur Publikation an.
1926 veröffentlichte Guttmann, inzwischen in Berlin-Charlottenburg wohnhaft, in der Zeitschrift Proletarischer Zeitgeist (Jg. 5. 1925/1926, Nr. 8) einen „Aufruf zur Bildung einer Anti-Kriegs-Liga“, der in der Aussage gipfelte: „Arbeiter! Die Brandfackel des neuen Weltkrieges wird von Rußland geworfen!“. Auch die von Heinrich Laufenberg redigierte linksradikale Kulturzeitschrift Die Harpune unterstützte Guttmanns Position.
Von KPD-Anhängern terrorisiert, wechselte sie erneut den Wohnort und verzog nach Berlin-Reinickendorf, wo sie im Februar 1928 bei einem Anschlag einen Beinbruch erlitt. 1929 – Guttmann wohnte inzwischen in Berlin-Niederschönhausen – trat sie der Internationalen Frauenliga für Frieden und Freiheit (IFFF) bei.
Ende 1932 entschloss sich Ketty Guttmann zum Wiedereintritt in die SPD. Dem Grundglauben folgend, dass alle Umgestaltung der Wirtschaftsordnung nur durch das Selbstbewusstsein der proletarischen Massen erreicht werden kann, erklärt sie:

„Hätte die Kommunistische Partei in all den Jahren auch nur ein einziges Mal einen ehrlichen Kampfwillen gezeigt, so hätte ich gebeten, mich doch wieder aufzunehmen, denn dann hätte ich an eine Gesundung der Partei wieder glauben können. Bis heute aber noch ist die KPD, was ich schon früher sagte, ein Kadaver, der nur gelegentlich durch Goldströme aus Moskau galvanisiert wird.“

1933 – nach der Übernahme des Zentralverbandes der Angestellten, bei dem Felix Guttmann beschäftigt gewesen war, durch die NSBO – wurde die Zahlung der Witwenrente vom 45 RM an Ketty Guttmann eingestellt. Ihre Klage vor dem Amtsgericht Berlin (Az. 70.C.458/35) auf Fortzahlung wurde mit Beschluss vom 30. Mai 1935 ausgesetzt.
1935 gehörte sie zu den verbotenen Autorinnen, ihre Schrift „Liebe und Ehe. Briefe zweier Frauen“ wurde auf der „Liste des unerwünschten und schädlichen Schrifttums“ (Bd. 1. 1935, S. 48) aufgeführt.
Nach eigenen Angaben war Ketty Guttmann nach 1933 kurzzeitig in Haft, ihr Sohn Max als so genannter Halbjude wurde als Jurist entlassen und für wehrunwürdig erklärt. Sie hielt sich in Berlin in einer Wohnung der Jüdischen Gemeinde auf, ehe beide nach Burscheid verzogen, wo dem Sohn die Internierung angedroht wurde.
Im Juli 1946 wurde Ketty Guttmann von Ruth Fischer kontaktiert und es ergab sich bis zum Oktober 1947 ein intensiver Briefwechsel.
Ihre Schrift „Los von Moskau“ fand sich 1948 auf der Liste der auszusondernden Literatur der Deutschen Verwaltung für Volksbildung in der sowjetischen Besatzungszone (Zweiter Nachtrag nach dem Stand vom 1. September 1948, Nr. 2743).
Ketty Guttmann starb am 25. September 1967 im Krankenhaus in Wermelskirchen, ihr Sohn Max am 13. März 1972 in Burscheid.

## Veröffentlichungen (Auswahl)
- Frauen bei den Wahlrechtsdemonstrationen. In: Die Gleichheit. Jg. 20, Nr. 15, 25. April 1910, S. 236.
- Wie Klein-Janek sterben mußte. In: Die Gleichheit. Jg. 21. 1911, Nr. 9, 30. Januar, Beilage Für unsere Mütter und Hausfrauen, S. 36 (Verantwortlich für die Redaktion: Frau Klara Zetkin); erneut in: Dehmlow, Raimund & Thomas Iffert (Hrsg.): Ketty Guttmann oder: eine Todfeindin der Autoritäten. Karl Dietz Verlag, Berlin 2025, S. 62–65.
- Die Befreiung der Prostituierten. In: Der Pranger. Jg. 1, Nr. 4, 1920, S. 1–2.
- Geschlechtsnot erzeugt Sexualnot. In: Der Pranger. Jg. 1, Nr. 5, 1920, S. 1.
- Der Einfluß des Krieges auf die Ehe. In: Hamburger Volkszeitung. 5. Januar 1921, Beilage „Der Kampf der Frau“, Nr. 3 [S. 1].
- Agitation und Organisation der kommunistischen Frauen. In: Hamburger Volkszeitung. 12. Januar 1921, Beilage „Der Kampf der Frau“ [S. 1].
- Die Frauen und die Bürgerschaftswahl. In: Hamburger Volkszeitung. 3. Februar 1921, Beilage „Der Kampf der Frau“, Nr. 28 [S. 1].
- Proletarische Preußenwählerinnen! In: Hamburger Volkszeitung. 3. Februar 1921, Beilage „Der Kampf der Frau“, Nr. 28 [S. 1].
- Schutz der Mutter und dem Kinde. In: Die Kommunistin. Jg. 3, H. 6, 25. März 1921, S. 44.
- Frau Schimeck aus Mörs. In: Hamburger Volkszeitung. Nr. 79, 4. Mai 1921, Beilage „Der Kampf der Frau“.
- Die Toten der Vulkanwerft. In: Hamburger Volkszeitung. Nr. 84, 11. Mai 1921, Beilage „Der Kampf der Frau“.
- Die Axt. In: Hamburger Volkszeitung. 24. September 1921, Beilage „Der Kampf der Frau“, Nr. 23 [S. 1].
- Der Hunger und die Revolution. In: Hamburger Volkszeitung. 30. November 1921, Beilage: „Taktik und Organisation“ [S. 3–4].
- Die Frauen während des Streiks der städtischen Arbeiter. In: Die Rote Fahne. 1922, Nr. 83, 18. Februar, Beilage Tribüne der proletarischen Frau.
- Liebe und Ehe. Briefe zweier Frauen. Internationaler Kultur-Verlag K. Hanf, Hamburg 1922; L. Staackmann, Leipzig 1922. Rez. in: Die Rote Fahne. 1922, Nr. 132, 18. März (Abend-Ausgabe), S. [2].
- Der Tschuwasche. In: Die Rote Fahne. 1922, Nr. 172, 11. April (Abend-Ausgabe), S. [3].
- Von der freien Meinungsäußerung. In: Die Rote Fahne. 1922, Nr. 330, 22. Juli (Abend-Ausgabe), [S.3].
- Der Gruß von der russischen Schmiedewerkstatt. In: Die Rote Fahne. 1922, Nr. 447, 8. Oktober (Sonntags-Ausgabe), S. [2].
- Das Wahlrecht der Frauen in Ungarn. In: Die Kommunistische Fraueninternationale. Bd. 2, H. 3/4, 1922, S. 465–466.
- Skizzen aus dem Betrieb. In: Die Rote Fahne. 1923, Nr. 48, 27. Februar, Beilage [S.2; S. 6 der Gesamtausg.].
- Die Abtreibungsfrage in den kapitalistischen Ländern. In: Inprekorr. No. 64, 1923, S. 517–518; Nachdruck in: Institut für Marxistische Studien und Forschungen (Hrsg.): Arbeiterbewegung und Frauenemanzipation 1889 bis 1933. Verlag Marxistische Blätter, Frankfurt am Main 1973, S. 163–167.
- Zum internationalen Kampf gegen die Bestrafung der Abtreibung. In: Die Kommunistische Fraueninternationale. Bd. 3, H. 5, 1923, S. 959–968.
- Los von Moskau! Allgemeine Arbeiter-Union (Einheits-Organisation), Hamburg o. J. [1924]; erneut in: Dehmlow, Raimund & Thomas Iffert (Hrsg.): Ketty Guttmann oder: eine Todfeindin der Autoritäten. Karl Dietz Verlag, Berlin 2025, S. 91–126.
- Mörderin Unwissenheit. In: Erkenntnis und Befreiung. Jg. 11, Nr. 14, 1929, S. 3–4.
- Die Frage der Familienerziehung im modernen Rußland. In: Die neue Erziehung. Monatsschrift für entschiedene Schulreform und freiheitliche Schulpolitik. Bd. 12, 1930, S. 654–658.
- Frau und Frieden. Nicht für die Russen; nicht für die Amerikaner; nicht für den deutschen Militarismus: für die Menschheit! Hrsg.: Deutsche Friedensgesellschaft – Bund der Kriegsgegner e.V. Druck: Karl Laufenberg, Hamburg 1952; erneut in: Dehmlow, Raimund & Thomas Iffert (Hrsg.): Ketty Guttmann oder: eine Todfeindin der Autoritäten. Karl Dietz Verlag, Berlin 2025, S. 138–160.